# Hoplostethus gigas
Hoplostethus gigas is een straalvinnige vissensoort uit de familie van zaagbuikvissen (Trachichthyidae). De wetenschappelijke naam van de soort is voor het eerst geldig gepubliceerd in 1914 door McCulloch.